# Назиф Балажи
Назиф Балажи (на македонска литературна норма: Назиф Балажи) е учител и политик от Федеративна народна република Югославия.

## Биография
Роден е в 1911 година в кичевското торбешко село Сърбица, тогава в Османската империя, днес в Северна Македония. След установяването на комунистическата власт в страната в 1944 година е учител в родното си село и председател на Общинския народен комитет. Избиран е за депутат в Републиканския събор на Народното събрание на Народна република Македония.